# Lectotypella conversa
Lectotypella conversa är en insektsart som beskrevs av Irena Dworakowska 1979. Lectotypella conversa ingår i släktet Lectotypella och familjen dvärgstritar.
Artens utbredningsområde är Vietnam. Inga underarter finns listade i Catalogue of Life.